# Meca astralis
Meca astralis é a única espécie de mariposa do gênero Meca, pertencente à família Crambidae.